# Ariston Andrade
Ariston Correia Andrade (Monte Santo (BA), 9 de novembro de 1942) é um médico e político brasileiro. Atualmente filiado ao Partido Verde.
Exerceu o cargo de prefeito de Monte Santo no período 1983—1988 e no período 1993—1996. Em 1990, foi eleito deputado estadual, exercendo mandato de 1991 até 1992. Em 1998 fica como suplente de deputado federal e assume o cargo em 2000 até  2003, não conseguindo se reeleger em 2002, obtendo apenas 14.810 votos. Concorreu nas eleições de 2004 à Prefeitura de Monte Santo, mas foi derrotado por Everaldo Joel de Araujo. Candidata-se novamente a deputado estadual, obtendo 6.385 votos. Foi eleito vereador por Monte Santo em 2008, mas não se reelegeu em 2012. Em 2016 concorre nas eleições à Prefeitura de Monte Santo ficando em 4° lugar, com 58 votos (0,19%).